# 拼盘

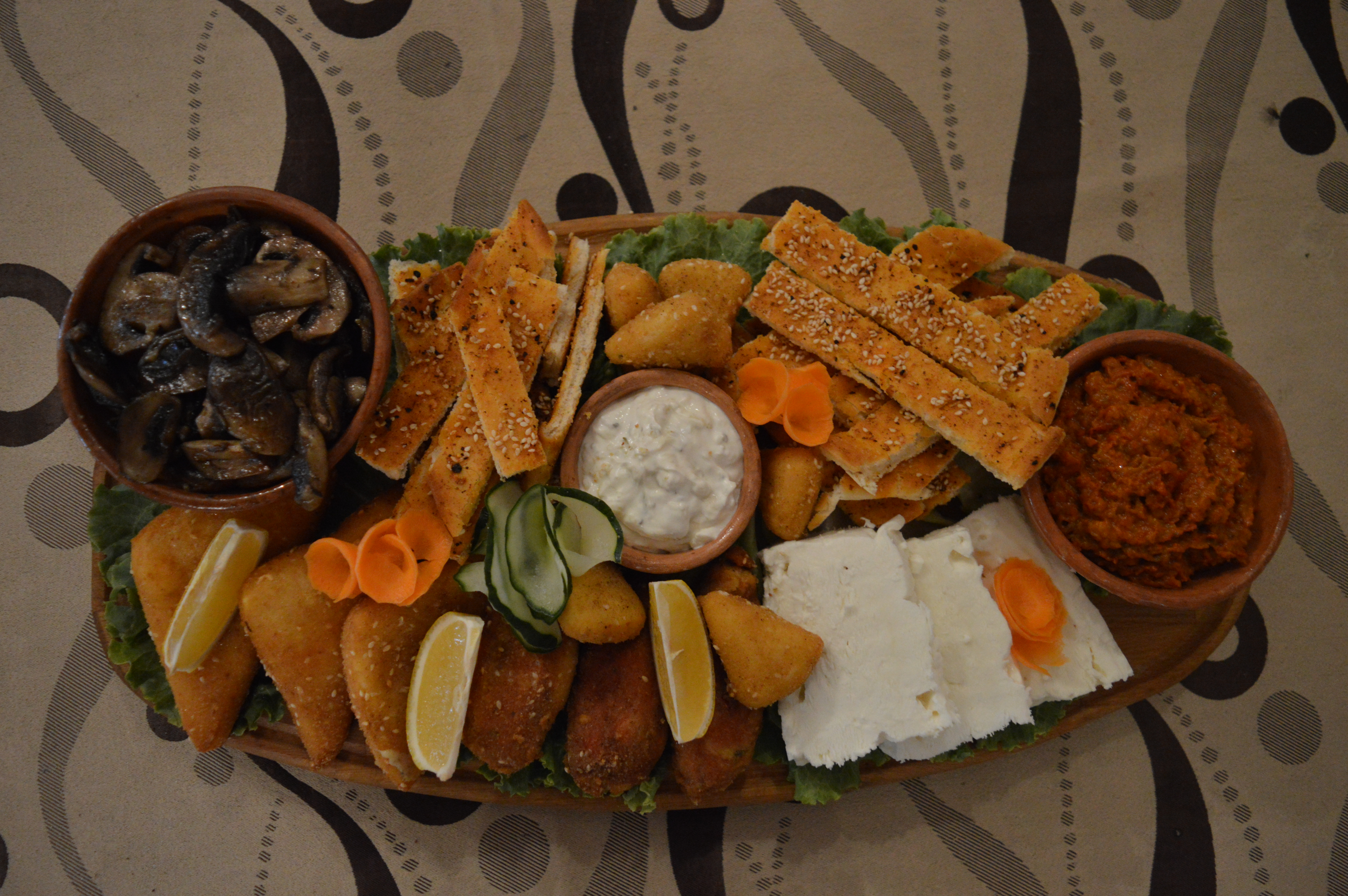
拼盘

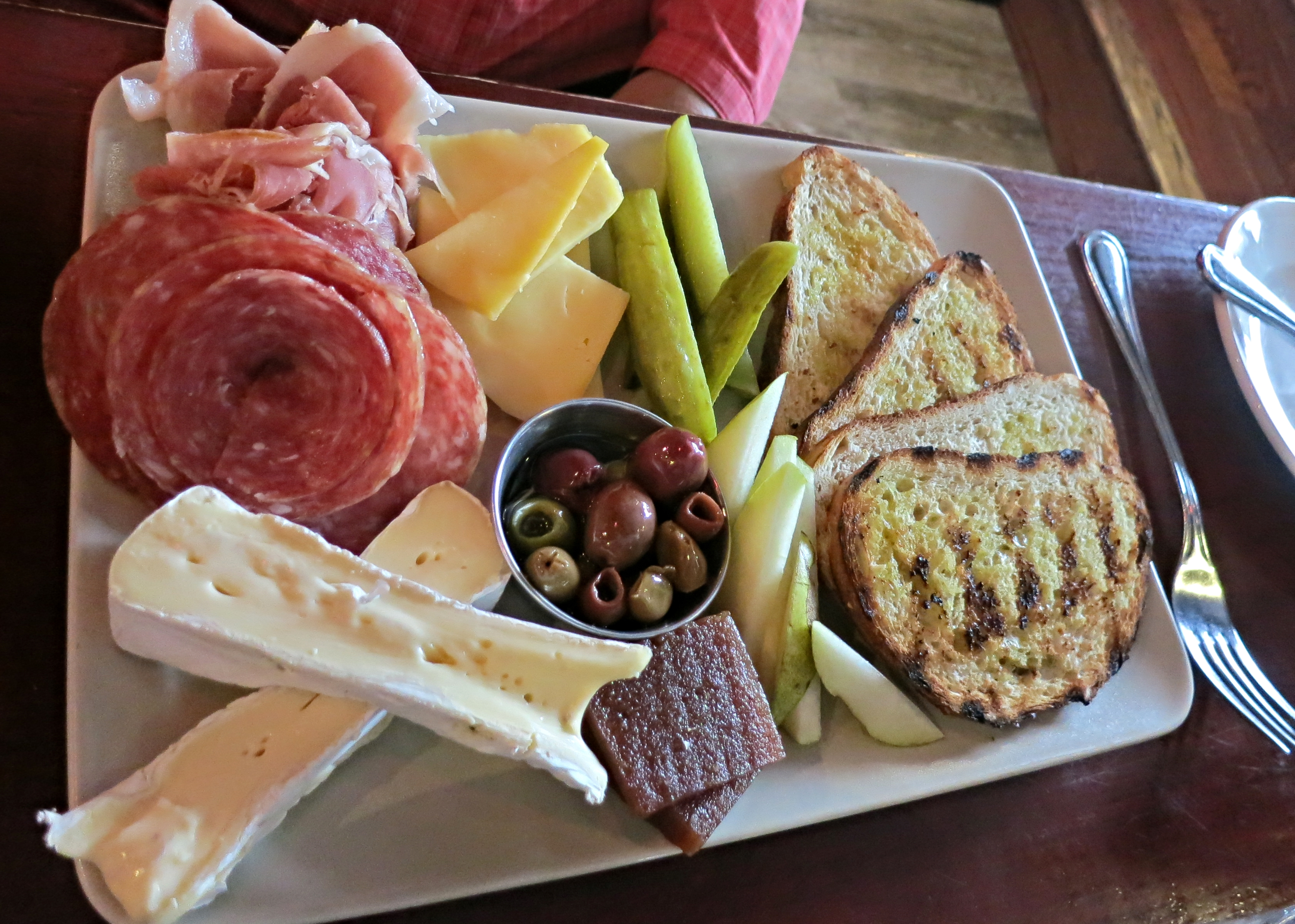
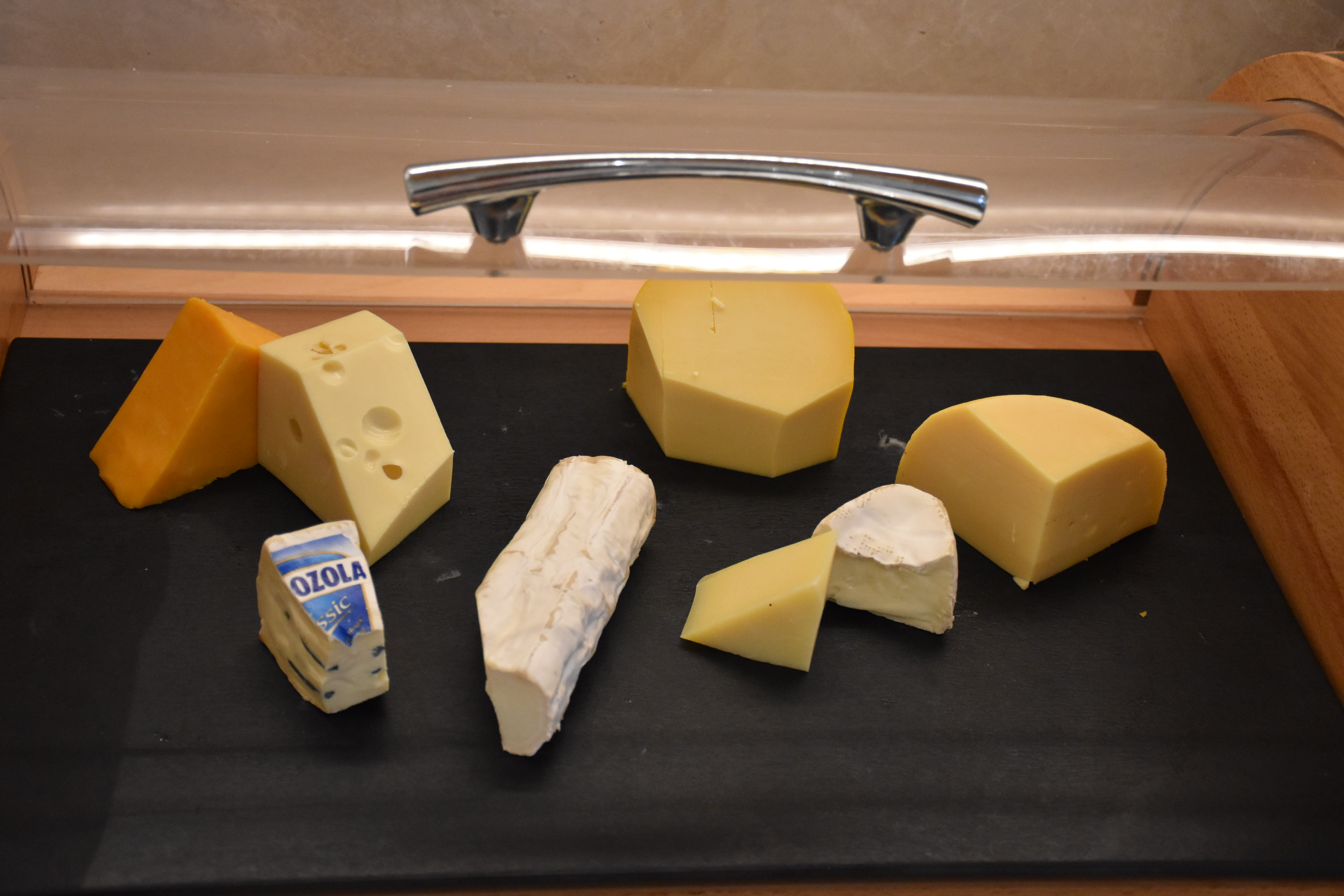
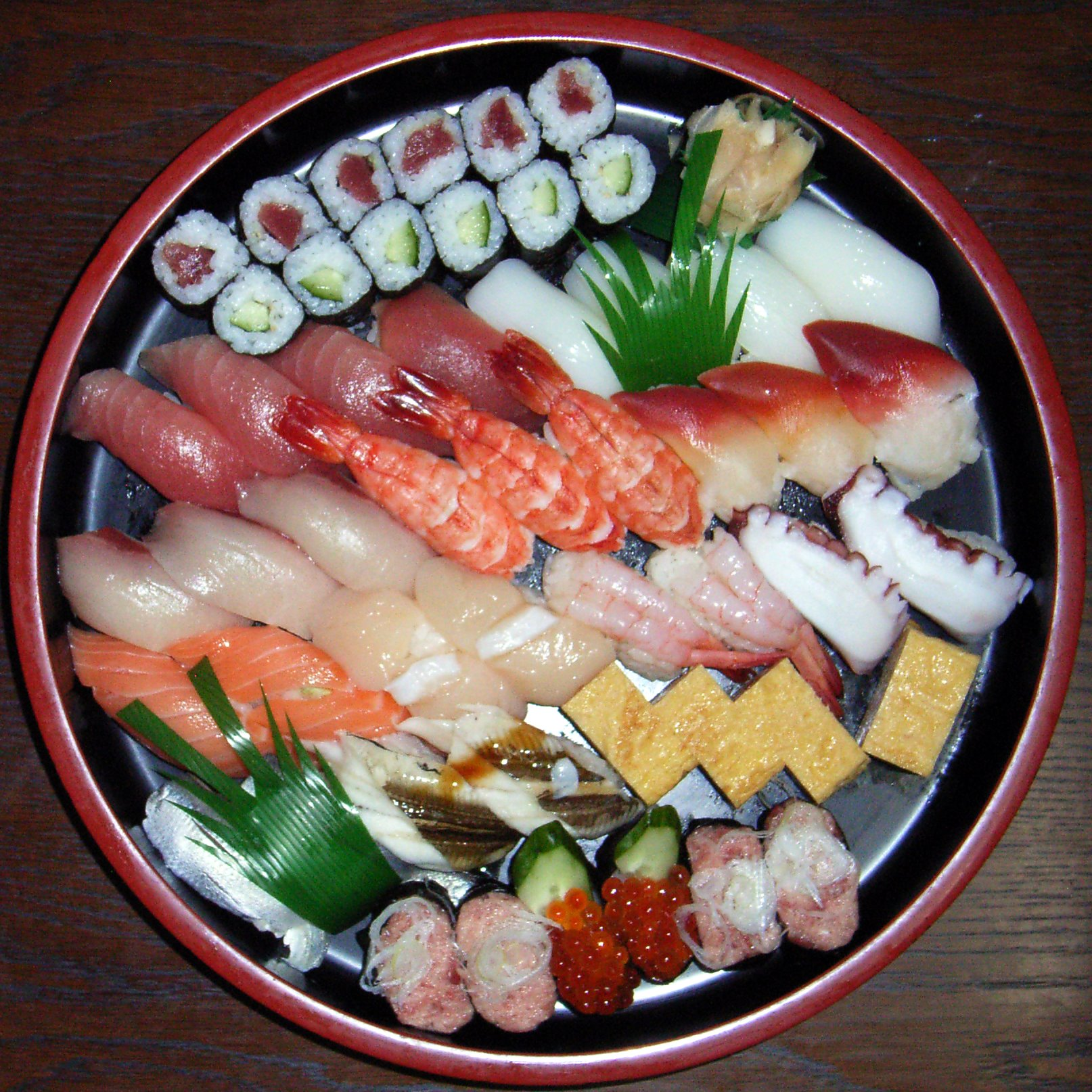
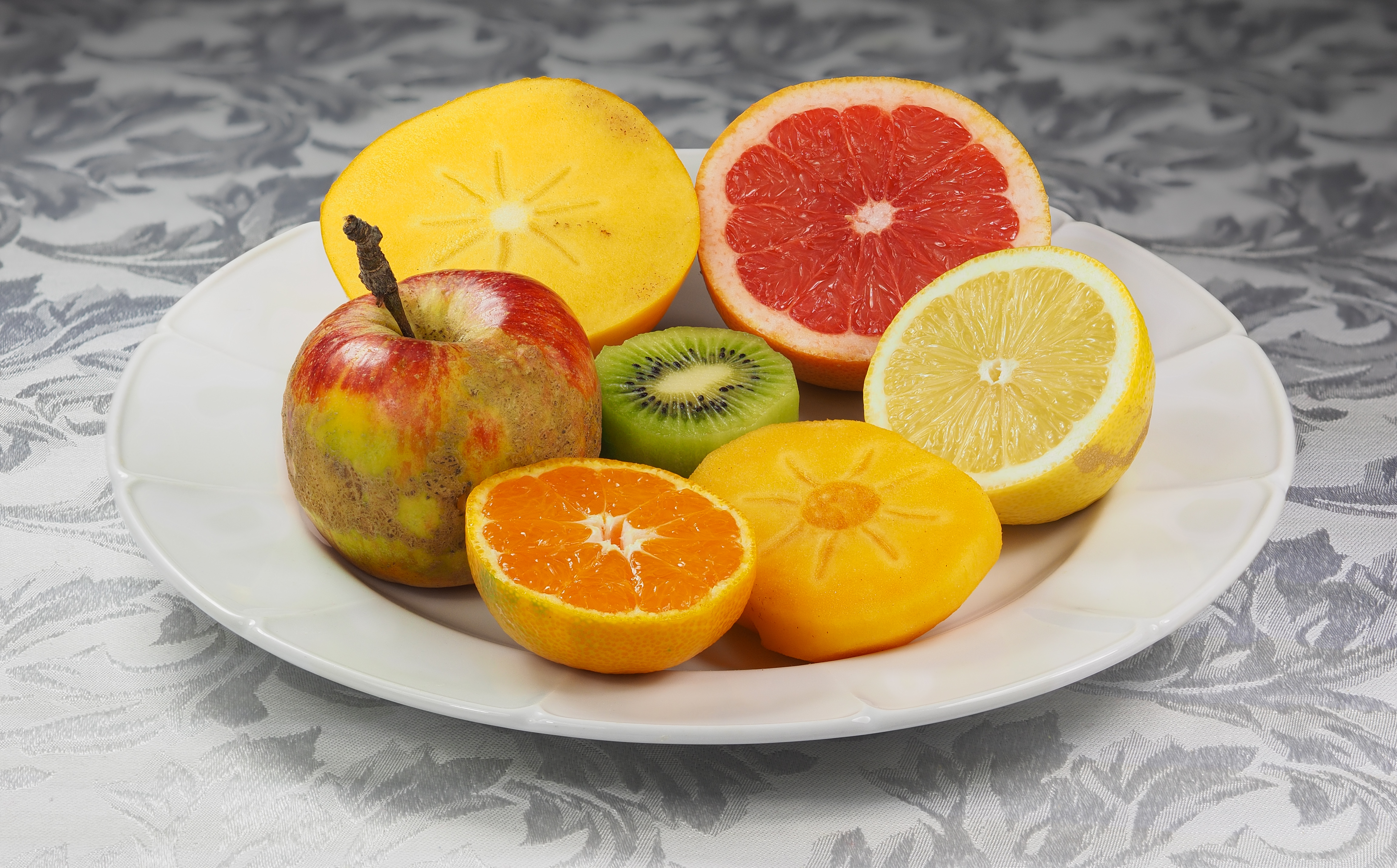
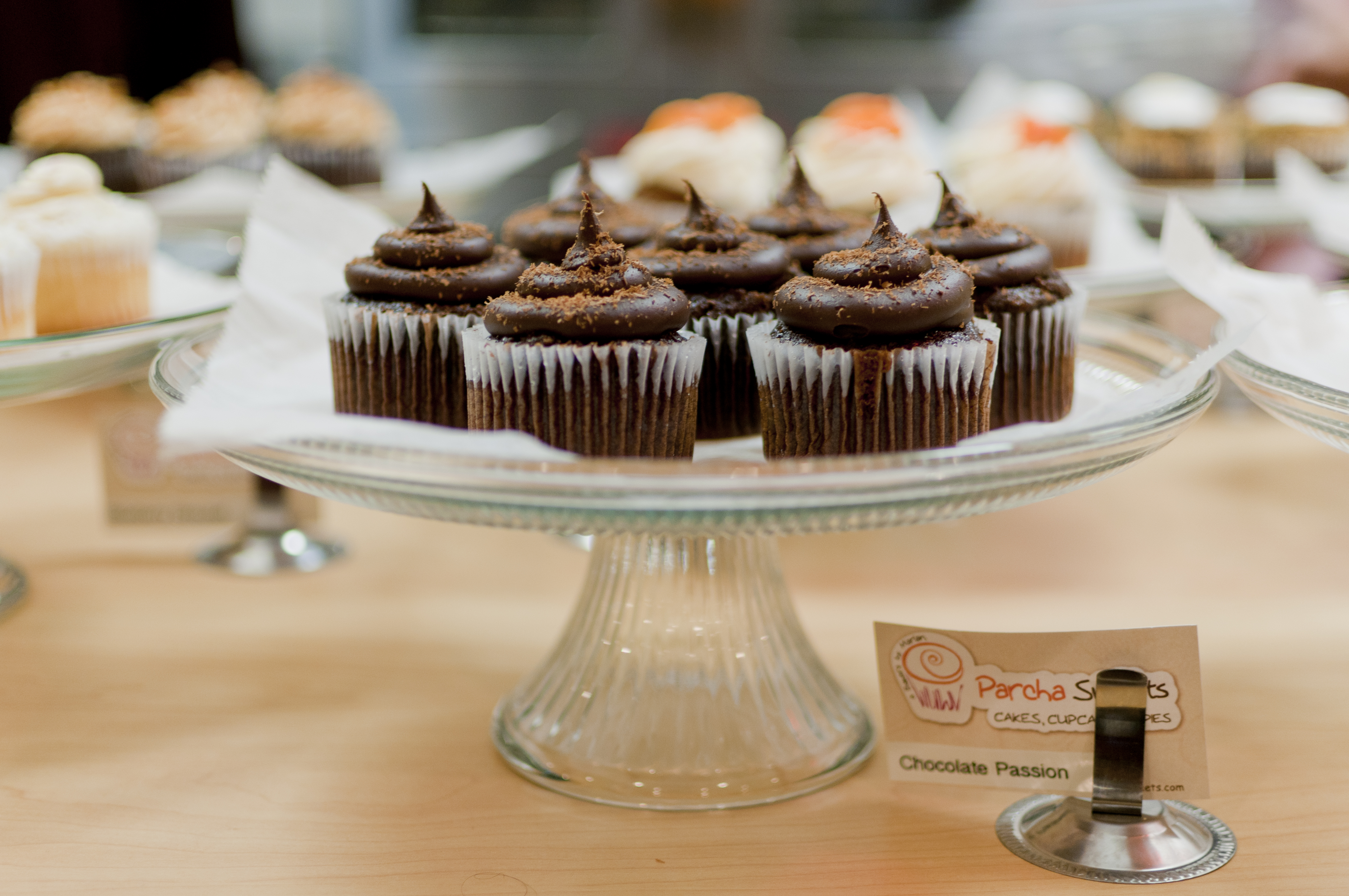
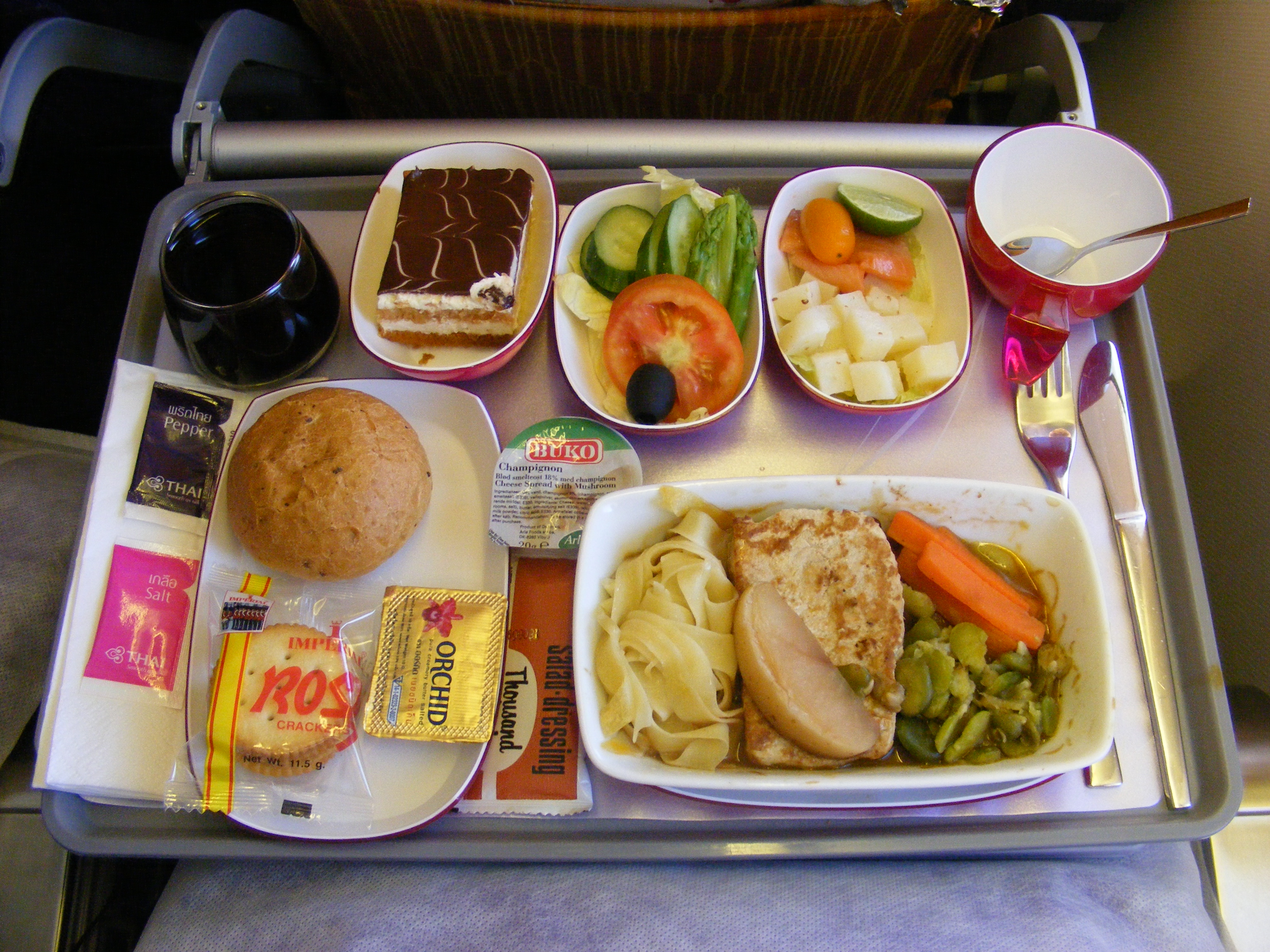
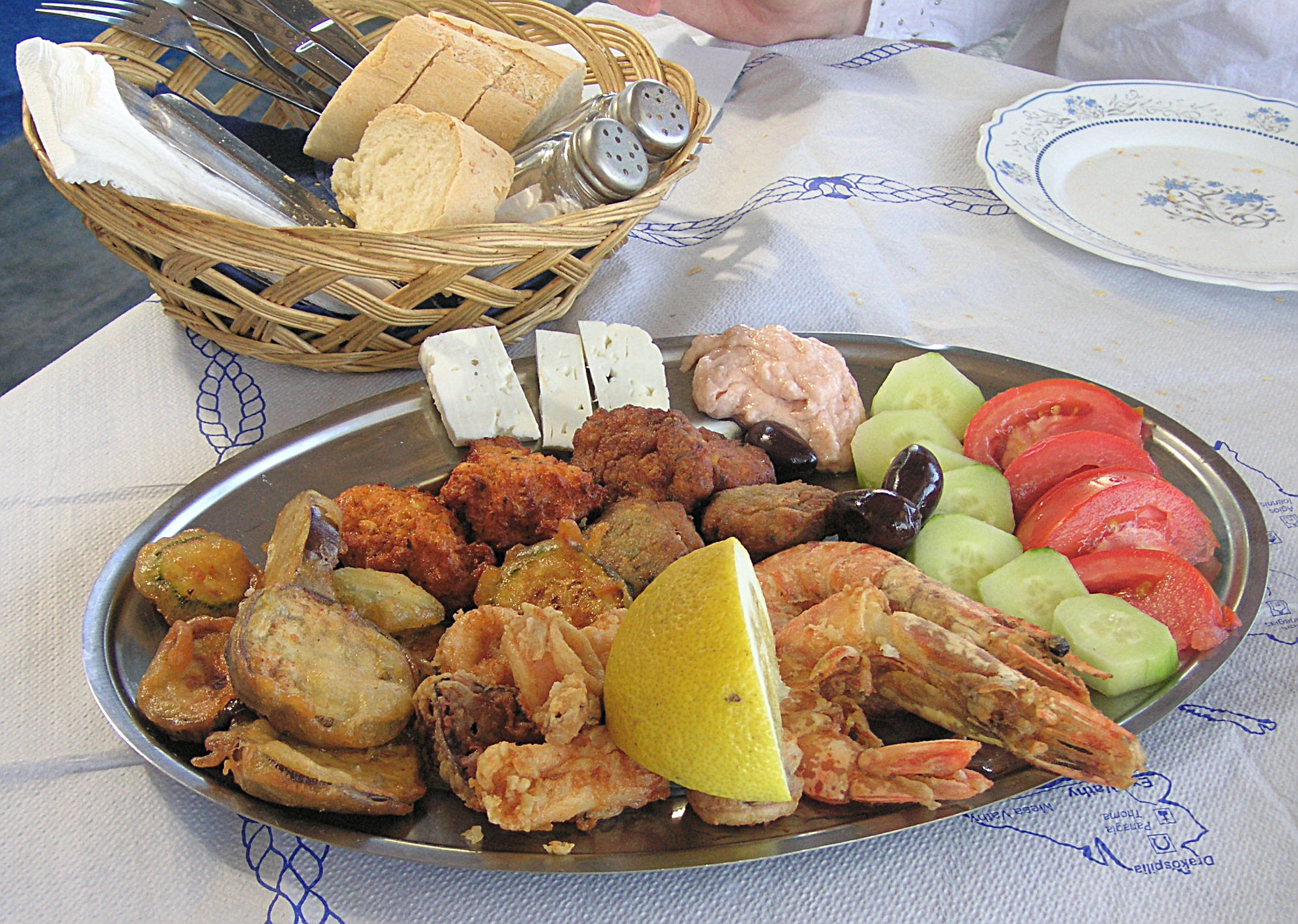
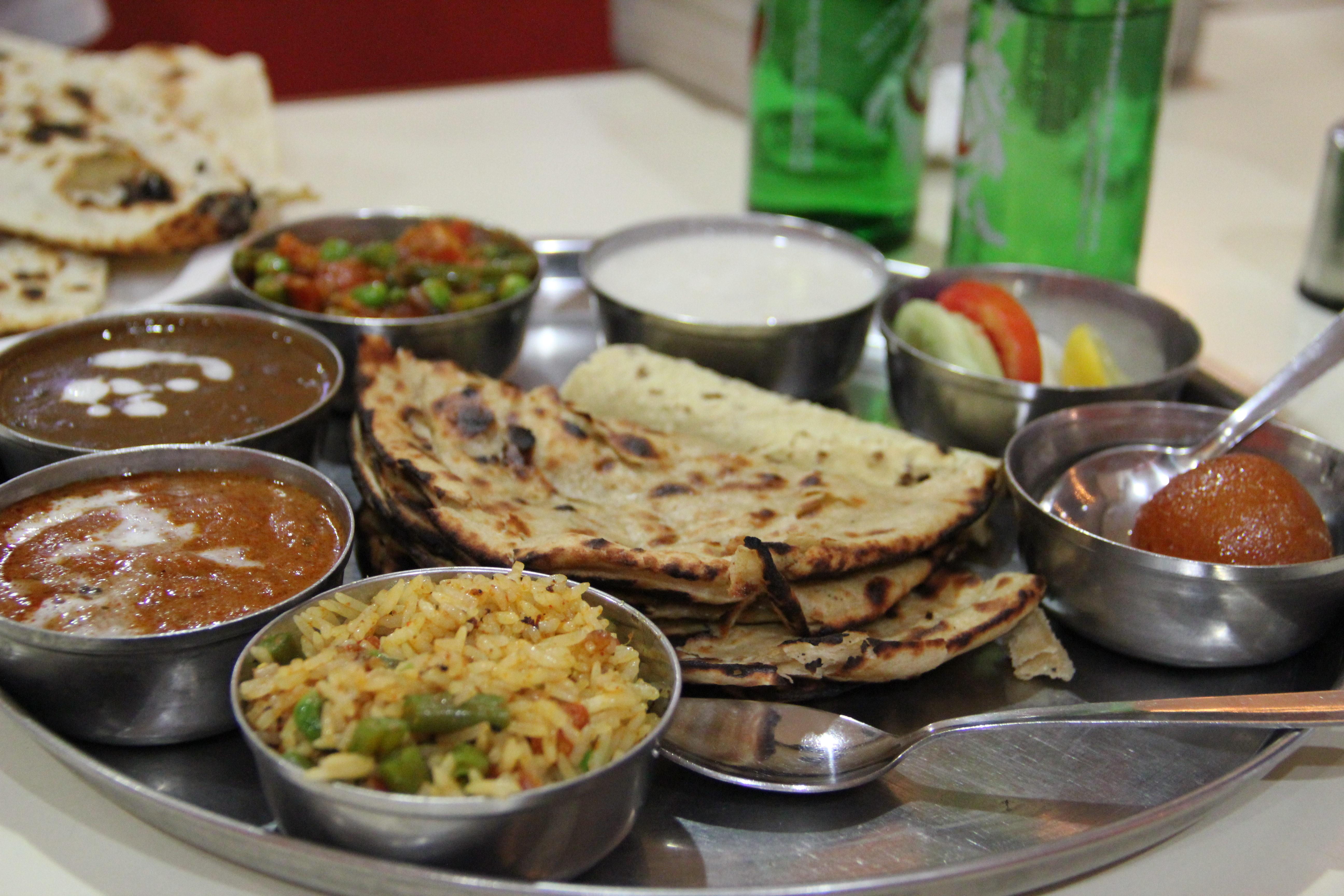
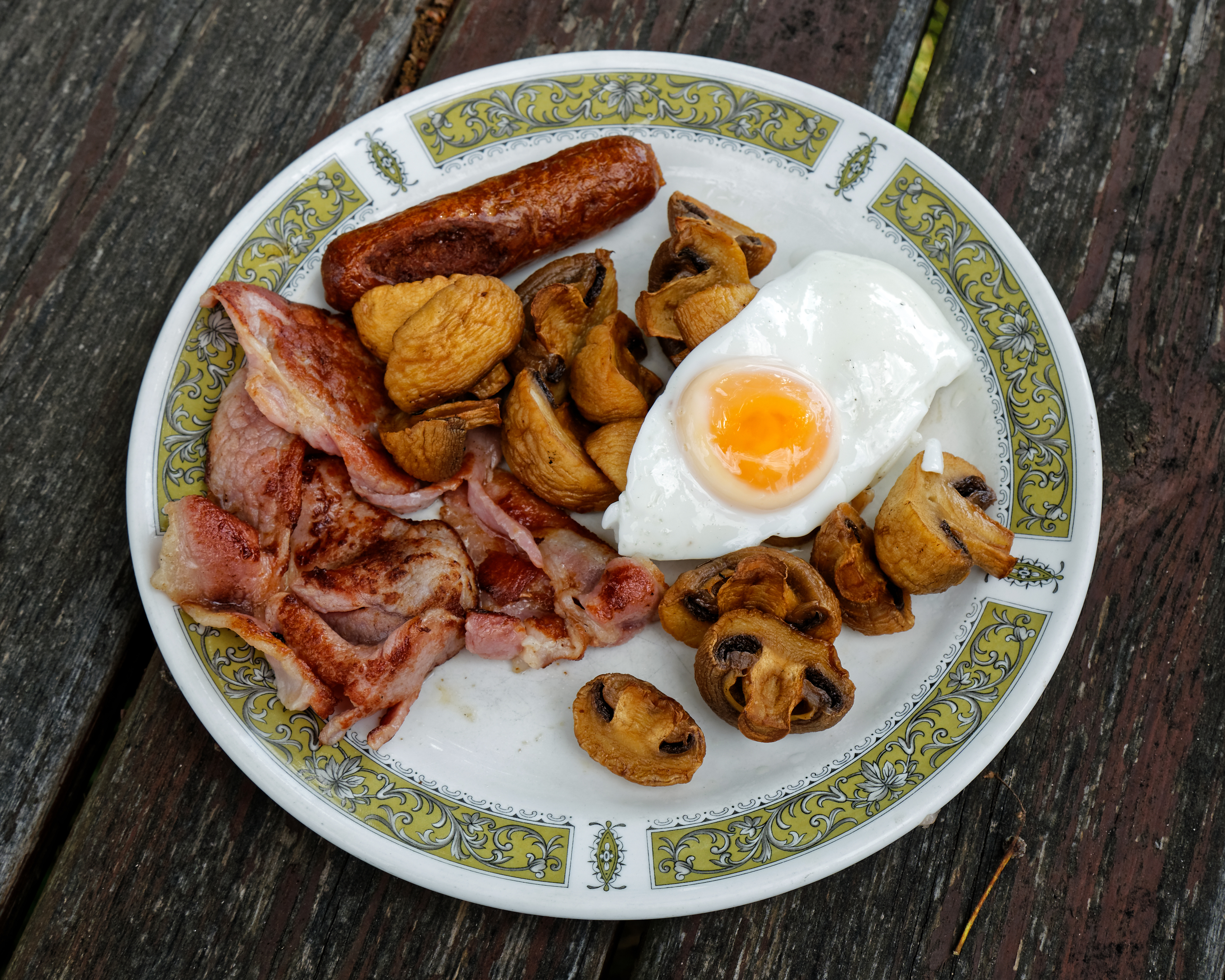
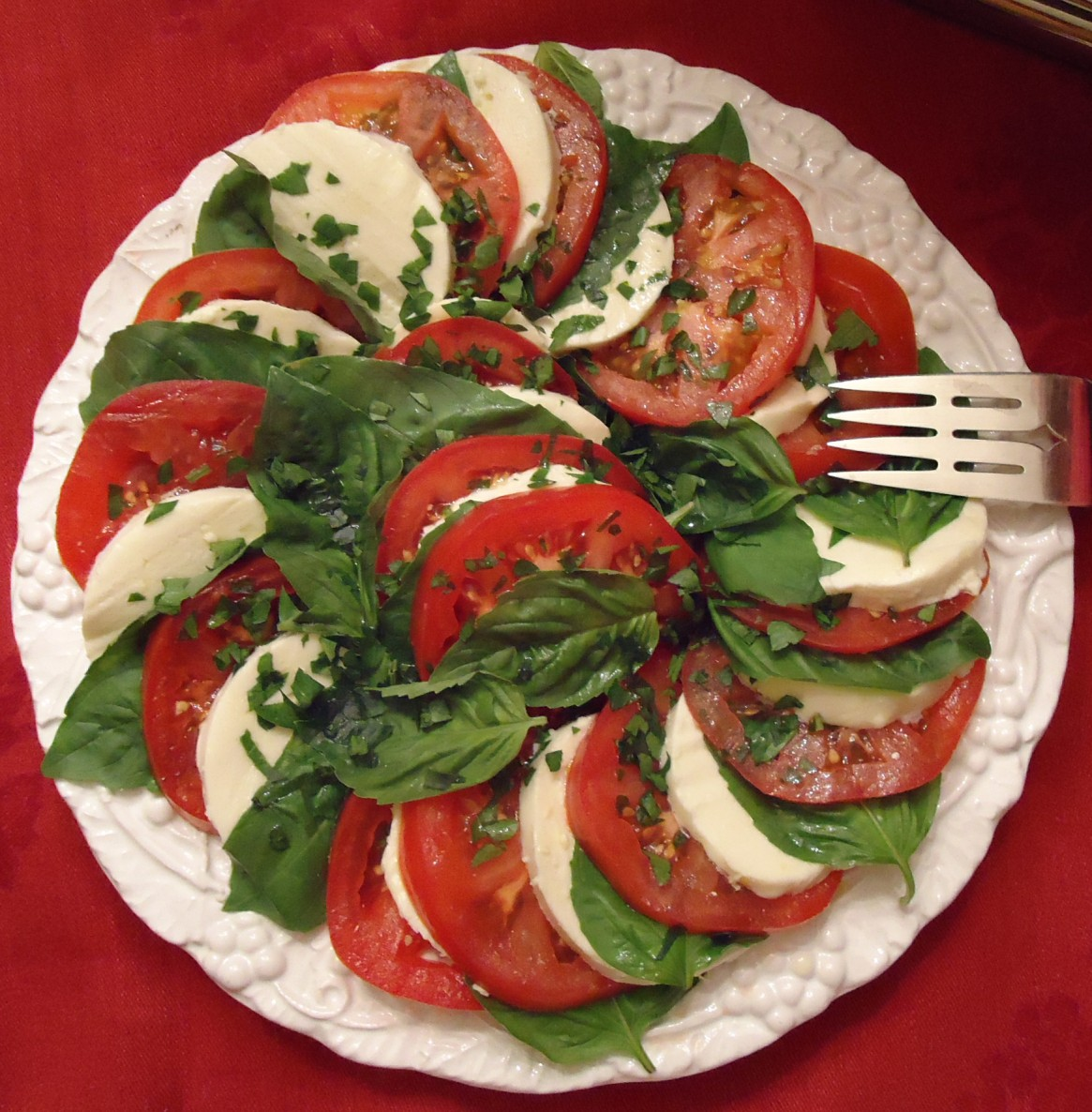

拼盘又名簇盘，指用两种以上的菜肴或蔬果摆在同一个菜盘里拼成的菜。可以是涼菜，也可以是熱菜。